# Andrija Filipović
Andrija Filipović (Rijeka, 18 april 1997) is een Kroatisch voetballer die bij voorkeur als aanvaller voor Kisvárda FC speelt.

## Carrière
Andrija Filipović speelde in de jeugd van NK Crikvenica en HNK Rijeka, wat hem aan de Italiaanse clubs Juventus FC en Spezia Calcio 1906 verhuurde. In 2016 vertrok hij naar het Italiaanse Robur Siena, wat uitkwam in de Lega Pro, het derde niveau van Italië. Hier kwam Filipović niet in actie, en vertrok in februari 2017 naar het Sloveense ND Gorica. In zijn eerste seizoen bij Gorica werd de club tweede in de Prva Liga, waardoor de club zich voor de Europa League kwalificeerde. In zijn eerste twee seizoenen voor Gorica scoorde Filipović slechts drie keer. In zijn derde seizoen deed hij het beter, maar zijn acht competitiedoelpunten hielpen de club niet naar goede resultaten: Gorica degradeerde naar de 2. slovenska nogometna liga. In juni 2019 werd bekendgemaakt dat hij een contract voor twee jaar met een optie voor een extra seizoen had getekend bij NAC Breda. Hij speelde vijftien wedstrijden voor NAC in de Eerste divisie, en scoorde in de met 0-1 gewonnen uitwedstrijd tegen TOP Oss zijn enige doelpunt. Na een half seizoen werd zijn contract ontbonden en sloot hij aan bij NŠ Mura. In zijn eerste halfjaar eindigde Mura vierde van Slovenië en kwalificeerde het zich voor de voorrondes van de Europa League. Hier werd het met 1-5 uitgeschakeld door PSV. In het seizoen 2020/21 werd Filipović kampioen met Mura. Na enkele weken in het nieuwe seizoen vertrok hij transfervrij naar het Albanese Partizan Tirana. Hierna speelde hij voor de Kazachse clubs FK Atyrau en Aqtöbe FK en het Hongaarse Kisvárda FC.

### Statistieken
| Seizoen                    | Club            | Land           | Competitie     | Competitie | Competitie | Beker | Beker | Internationaal | Internationaal | Overig | Overig | Totaal | Totaal |
| Seizoen                    | Club            | Land           | Competitie     | Wed.       | Dlp.       | Wed.  | Dlp.  | Wed.           | Dlp.           | Wed.   | Dlp.   | Wed.   | Dlp.   |
| -------------------------- | --------------- | -------------- | -------------- | ---------- | ---------- | ----- | ----- | -------------- | -------------- | ------ | ------ | ------ | ------ |
| 2016/17                    | Robur Siena     | Italië         | Lega Pro       | 0          | 0          | 0     | 0     | –              | –              | 0      | 0      | 0      | 0      |
| 2016/17                    | ND Gorica       | Slovenië       | Prva Liga      | 14         | 2          | 0     | 0     | 0              | 0              | –      | –      | 14     | 2      |
| 2017/18                    | ND Gorica       | Slovenië       | Prva Liga      | 20         | 1          | 1     | 0     | 4              | 0              | –      | –      | 25     | 1      |
| 2018/19                    | ND Gorica       | Slovenië       | Prva Liga      | 28         | 8          | 4     | 1     | –              | –              | 2      | 0      | 34     | 9      |
| 2019/20                    | NAC Breda       | Nederland      | Eerste divisie | 15         | 1          | 2     | 0     | –              | –              | –      | –      | 17     | 1      |
| 2019/20                    | NŠ Mura         | Slovenië       | Prva Liga      | 8          | 0          | 0     | 0     | –              | –              | –      | –      | 8      | 0      |
| 2020/21                    | NŠ Mura         | Slovenië       | Prva Liga      | 23         | 4          | 1     | 0     | 3              | 0              | –      | –      | 27     | 4      |
| 2021/22                    | NŠ Mura         | Slovenië       | Prva Liga      | 1          | 0          | 0     | 0     | 0              | 0              | –      | –      | 1      | 0      |
| 2021/22                    | Partizan Tirana | Albanië        | Kat. Superiore | 6          | 0          | 4     | 2     | –              | –              | –      | –      | 10     | 2      |
| 2022                       | FK Atyrau       | Kazachstan     | Premjer-Liga   | 24         | 13         | 5     | 2     | –              | –              | –      | –      | 29     | 15     |
| 2023                       | Aqtöbe FK       | Kazachstan     | Premjer-Liga   | 21         | 4          | 2     | 0     | 4              | 1              | –      | –      | 27     | 5      |
| 2023/24                    | Kisvárda FC     | Hongarije      | NB I.          | 6          | 1          | 0     | 0     | –              | –              | –      | –      | 6      | 1      |
| Carrièretotaal             | Carrièretotaal  | Carrièretotaal | Carrièretotaal | 166        | 34         | 19    | 5     | 11             | 1              | 2      | 0      | 198    | 40     |
| Bijgewerkt op 4 maart 2024 |                 |                |                |            |            |       |       |                |                |        |        |        |        |